# Android 1.0
Android 1.0 — первая стабильная версия операционной системы Android, разработанная компанией Google. До неё было девять альфа-версий и одна бета-версия. Выпущена 23 сентября 2008 года, примерно через 10 месяцев после создания Open Handset Alliance.
HTC Dream (G1) — единственное устройство на данном Android. 
Была создана в противовес iOS, Windows Phone, Symbian, Palm OS и проприетарным OS из кнопочных телефонов.
По состоянию на 2025 год эта версия практически не используется и не имеет доступа к приложениям Google.

## Функционал
- Встроенная камера, однако функции изменения разрешения, баланса белого и другие возможности были ещё не реализованы.
- Поддержка Wi-Fi и Bluetooth.
- Функция папок на главном экране, которая позволяет пользователю сгруппировать несколько иконок приложений в один значок.
- Доступ к веб-серверам электронной почты, поддерживающим протоколы POP3, IMAP и SMTP.
- Google Карты с локатором и Google Street View для просмотра карт и спутниковых изображений, а также для поиска местных предприятий и получения маршрутов движения с помощью GPS.
- Google Поиск, позволяющий пользователям выполнять поиск в интернете и телефонных приложениях, контактах, календаре и в других местах.
- Обмен мгновенными сообщениями Google Talk, поддержка SMS и MMS.
- YouTube — интернет видеоплеер.
- Медиаплеер, который позволяет управлять, импортировать и воспроизводить медиафайлы, однако в данной версии Android не было поддержки видео и стерео Bluetooth.
- Уведомления появляются в строке состояния.
- Возможность установки мелодии звонка, вибрацию и светодиод.[источник не указан 410 дней]
- Номеронабиратель, который позволяет набирать и совершать телефонные звонки без ввода имени контакта или номера телефона.
- Возможность сменить обои.
- Стандартные приложения: Будильник, Калькулятор, Номеронабиратель, Лаунчер, Галерея, Браузер и Настройки.
- Беспроводная синхронизацией Gmail, контактов и календаря.r2

## Разработка
Уже тогда были заложены некоторые основополагающие черты Android: система уведомлений с верхней «шторкой», виджеты для рабочего стола, интеграция с Gmail, магазин приложений Android Market. Примечательно, что интерфейс Android разрабатывался в сотрудничестве со шведской компанией The Astonishing Tribe, которая позже была приобретена BlackBerry.
Операционная система получила кодовое имя Astroboy, но затем название было заменено на Apple Pie из-за возможных судебных тяжб с компаниями, которые имеют патент на названия таковых «роботов». Именно с того времени пошла традиция называть версии Android различными лакомствами по алфавитному порядку английского языка. Также тогда официально не давали названия версиям Android, эта идея придет в голову разработчикам только в 2009 году.

## Обзор
Первые приложения на Android 1.0 были примитивными. Среди первых приложений доступных пользователям сразу были приложения Google, такие как Gmail, Карты и YouTube. Также была бета-версия приложения Android Market, которая позволяла загружать и обновлять приложения и игры на устройстве.
Почта Gmail поддерживала синхронизацию, push-уведомления, IMAP/POP3 и SMTP, что давало ей преимущество перед электронными почтовыми клиентами на других платформах.
Встроенный веб-браузер использовался для отображения, масштабирования и панорамирования полных веб-страниц HTML и XHTML — несколько страниц отображаются в виде карточек, в основе лежит WebKit, и изначально в нём не было поддержки Adobe Flash.
YouTube получился неоднозначным, поскольку 3G-сети 2008 года попросту не могли передавать видео даже в 720p, не говоря уже про мощность процессора, видеочипа и живучести батареи.
Камера получилась не самой удобной: когда пользователь делал снимок, у него всплывало окно, где спрашивалось, что он хочет сделать — сохранить, настроить, поделиться или удалить фото. Также у неё не было особых функций и записи видео.
Карты Google Maps были несомненным достоинством платформы. Несмотря на то, что они были доступны на других платформах, таких как BlackBerry OS, карты для Android были достаточно продвинутыми. Они включали в себя Street View: возможность посмотреть на реальный облик искомого объекта и в них уже была поддержка панорамных видов, так что вы могли изучить местность ещё до того, как окажетесь рядом с нужным объектом.